# Palaver
Palaver, conosciuto anche come Palaver: A Romance of Northern Nigeria è un film muto del 1926, diretto da Geoffrey Barkas e girato in Nigeria durante l'epoca coloniale. Viene riconosciuto come il primo film nigeriano.
Il film è significativo anche per il suo uso di abitanti del luogo non professionisti come attori. Sebbene non sia stato un successo al botteghino, si sarebbe rivelato significativo in futuro per la storia del cinema in Nigeria.

## Trama
Il film ritrae i conflitti tra un ufficiale distrettuale britannico e un minatore di stagno locale, che portano ad una guerra.

## Critiche
I commentatori che vennero negli anni a seguire, hanno classificato Palaver tra i coloniali che rivendicavano la "benefica influenza dell'uomo bianco in Africa". Lo stesso Geoffrey Barkas (regista, produttore e sceneggiatore), nelle interviste sul film, si riferì al suo casting da "tribù pagane cannibali" e parlò della loro "cieca ferocia".
Il magazine nigeriano Pulse nel 2017 ha descritto il film come "fieramente razzista", e ha osservato che "Anche se è stato prodotto in Nigeria, Palaver è stato realizzato per il pubblico britannico. Non c'è errore nel fatto che la narrazione fosse coerente con l'idea popolare venduta in Europa secondo cui i padroni coloniali stavano facendo un favore agli africani colonizzandoli".